# UTC+5
Часово отместване UTC+5 се използва:

## Като стандартно време през цялата година
- Казахстан
- Таджикистан
- Узбекистан
- Туркменистан
- Австралия: острови Хърд и Макдоналд
- Франция: Френски южни и антарктически територии
- Малдиви

## Като стандартно време през зимния сезон
- Пакистан
- Русия: Башкирия, Челябинска област, Курганска област, Оренбургска област, Пермски край, Свердловска област, Тюменска област

## Като лятно часово време
- Армения
- Азербайджан
- Русия: Самара, Удмуртия
- Мавриций